# Sphenotrochus intermedius
Sphenotrochus intermedius is een rifkoralensoort uit de familie van de Turbinoliidae. De wetenschappelijke naam van de soort is voor het eerst geldig gepubliceerd door Munster.